# Kaiserpfalz Goslar
Die Kaiserpfalz Goslar umfasst ein Areal von etwa 340 mal 180 Metern, gelegen am Fuß des Rammelsbergs im Süden der Stadt Goslar, auf dem sich im Wesentlichen das Kaiserhaus, das ehemalige Kollegiatstift „St. Simon und Judas“, die Pfalzkapelle St. Ulrich und die Liebfrauenkirche befinden bzw. befanden.
Das Kaiserhaus ist der größte und zugleich besterhaltene Profanbau des 11. Jahrhunderts in Deutschland und gilt als größter Profanbau seiner Zeit. Er diente insbesondere den Salierkaisern als bevorzugte Aufenthaltsstätte. Das Gebäudeensemble der Kaiserpfalz beeindruckte bereits im 11. Jahrhundert derart, dass der Chronist Lampert von Hersfeld vom „berühmtesten Wohnsitz des Reiches“ sprach.
Der Pfalzbezirk gehört seit 1992 gemeinsam mit der Goslarer Altstadt und dem ehemaligen Bergwerk Rammelsberg zum Weltkulturerbe der UNESCO.
Die Kaiserpfalz Goslar ist Bestandteil der Welterbe-Route des UNESCO-Welterbes im Harz.

## Lage
Der Pfalzbezirk befindet sich im Süden der Stadt Goslar. Das Areal wird im Westen überragt vom nordsüdlich ausgerichteten Kaiserhaus, dem zentralen Bau der Anlage. Im Norden schloss sich rechtwinklig dazu, durch einen kleinen Hof getrennt, die Liebfrauenkirche an, von der heute nichts mehr zu sehen ist. Ihre Fundamente befinden sich unter dem Weg, der zum Kaiserhaus hinaufführt. Im Süden, heute durch einen Arkadengang aus dem 19. Jahrhundert mit dem Kaiserhaus verbunden, befindet sich die Ulrichskapelle. Im Osten, dem Kaiserhaus gegenüber, stand die ostwestlich ausgerichtete Stiftskirche St. Simon und Judas, von der nur noch die nördliche Vorhalle erhalten geblieben ist. Der Grundriss der Stiftskirche ist in die Pflasterung des heute dort befindlichen Parkplatzes eingearbeitet. Zum Pfalzbezirk gehörten weiterhin die Wohn- und Wirtschaftsgebäude der Stiftsherren, die Häuser der Ministerialen und des kaiserlichen Gefolges sowie Ställe und Vorratskammern. Außerdem war der gesamte Bezirk von einer Mauer umgeben.
Weitere nahegelegene Pfalzen befanden sich in Dahlum und Werla.

## Die einzelnen Bauten des Pfalzbezirks

### Überblick

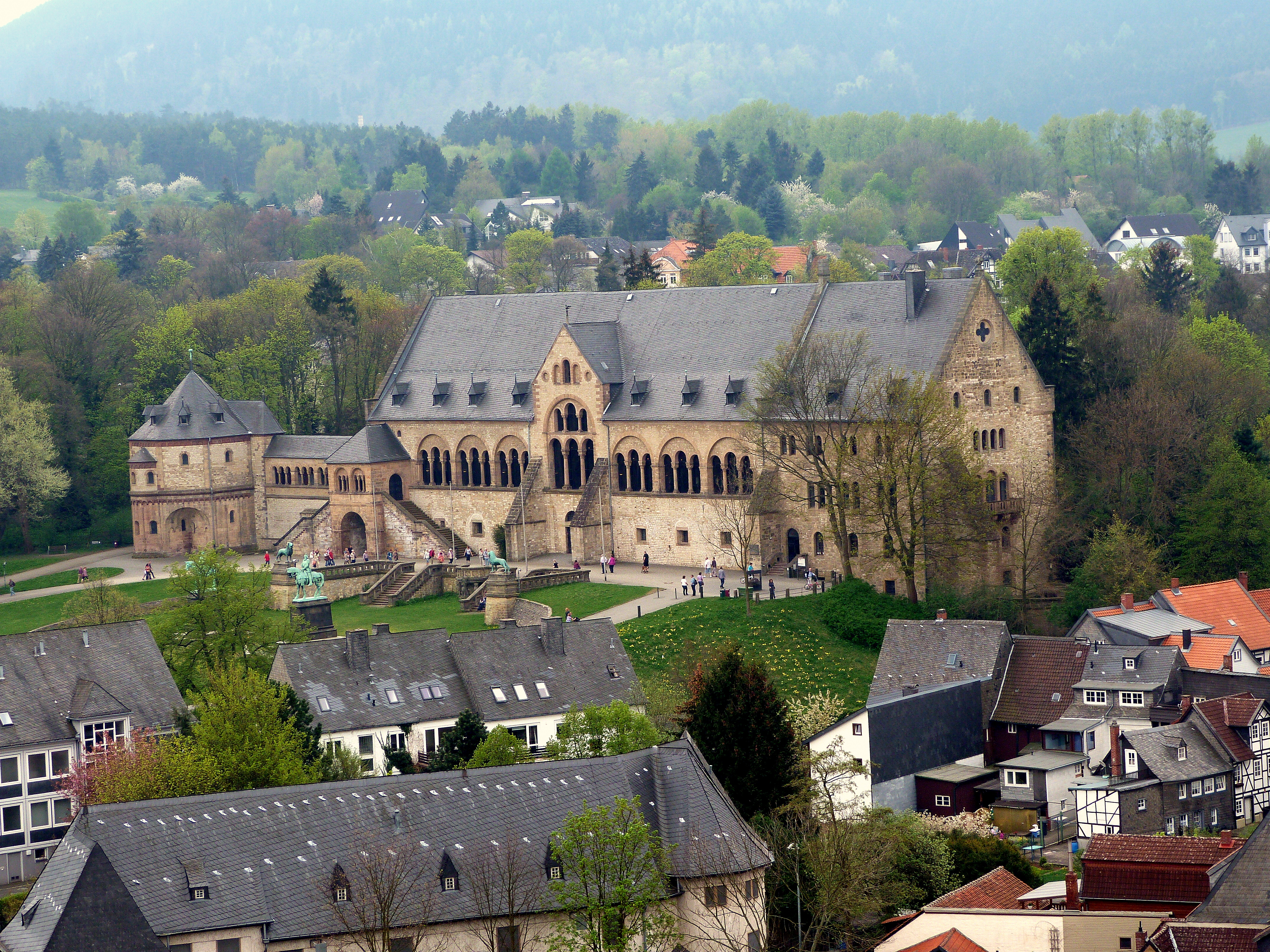
Blick vom Turm der Marktkirche St. Cosmas und Damian auf die Kaiserpfalz

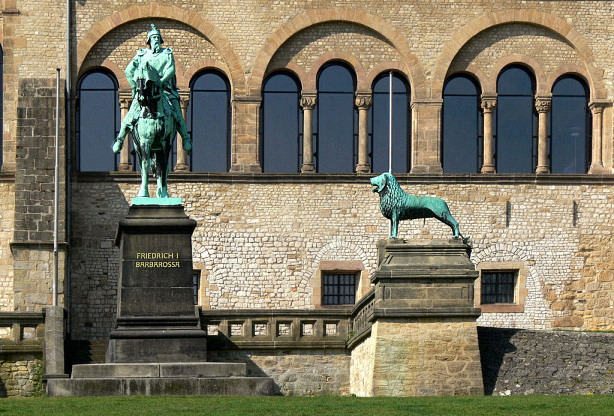
Bronzeskulpturen vor der Pfalz

Die Ursprünge der Kaiserpfalz liegen vermutlich in einem königlichen Jagdhof, wie ihn Adam von Bremen für die ottonische Zeit erwähnte. Bereits Heinrich II. hatte um 1005 einen ersten Pfalzbau in Goslar errichten lassen, der, sicher aufgrund der reichen Erzfunde des nahen Rammelsbergs, der unweit gelegenen Pfalz Werla schnell den Rang ablief. In den 1030er Jahren begann Konrad II. die Anlage auszubauen, indem er u. a. den Grundstein für die Liebfrauenkirche legen ließ. Vollendet und zugleich zum Höhepunkt geführt wurde das Areal von seinem Sohn, Heinrich III. Dieser berief 1048 einen der bedeutendsten Baumeister seiner Zeit, den späteren Bischof von Osnabrück, Benno II., nach Goslar. Unter dessen Leitung wurden in der ersten Hälfte der 1050er Jahre die Bauten beendet, an denen seit den 1040er Jahren gearbeitet wurde: ein neues (das uns heute bekannte) Kaiserhaus und die Stiftskirche „St. Simon und Judas“. Weitere Umbau- oder Erneuerungsmaßnahmen des Saalbaues sind anhand der spärlichen Reste der Bauplastik ins späte 12. Jahrhundert zu datieren.
Die ursprüngliche Pfalzkapelle östlich des Saalbaues, eine Liebfrauenkirche des 11. Jahrhunderts, existiert nicht mehr, ihr Grundriss ist jedoch durch eine Fundamentgrabung gesichert.
Die jüngere Pfalzkapelle, eine Doppelkapelle, die dem heiligen Ulrich geweiht ist, befindet sich weiter südlich in unmittelbarer Nähe des jüngeren, heute nicht mehr existierenden Wohnpalastes. Sie konnte inzwischen sicher der ersten Hälfte des 12. Jahrhunderts zugewiesen werden, wobei das Obergeschoss erst im Zuge eines Planwechsels oder einer nachträglichen Aufstockung (wohl in der zweiten Hälfte des 12. Jahrhunderts) entstand.

### Kaiserhaus

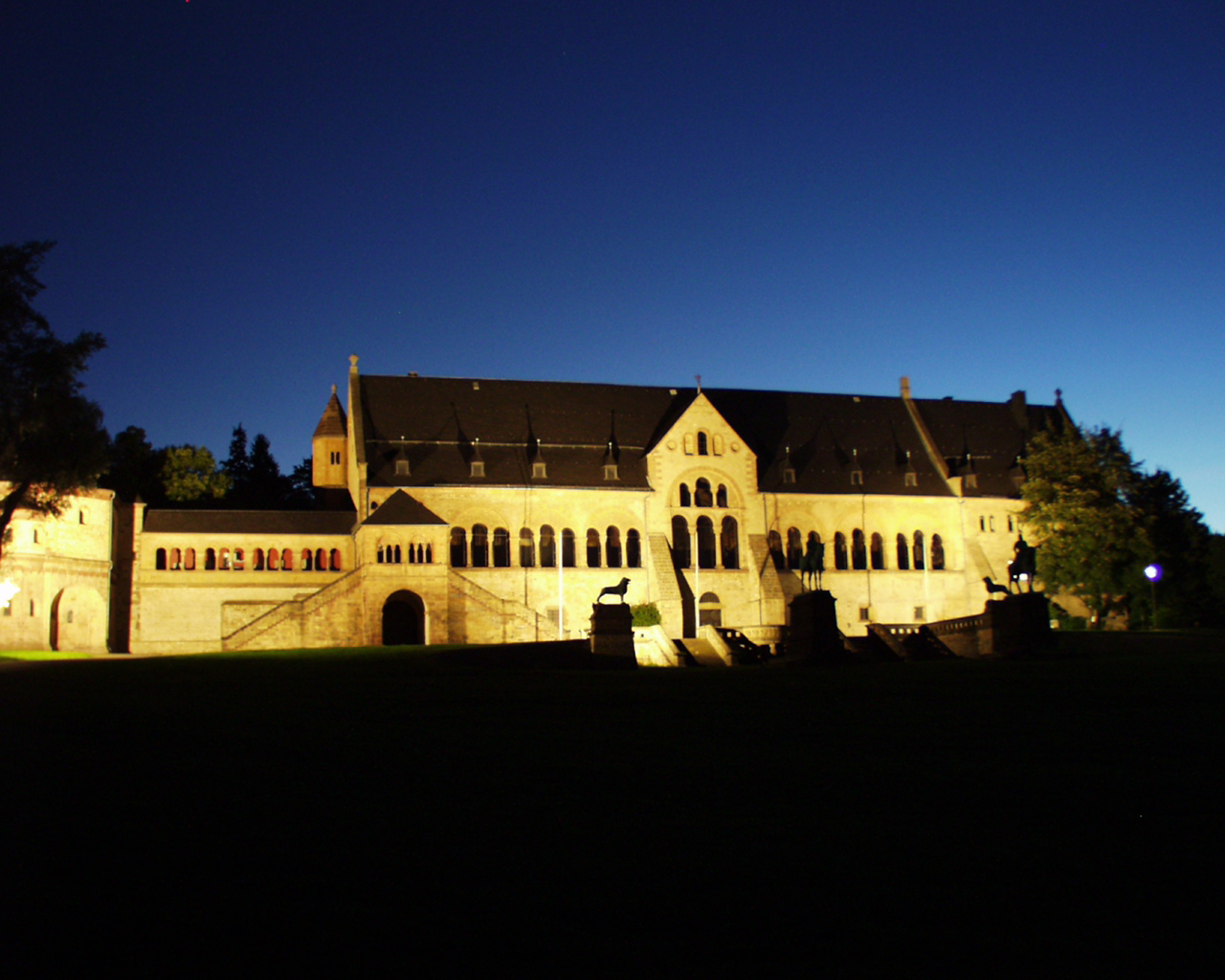
Das Kaiserhaus bei Nacht

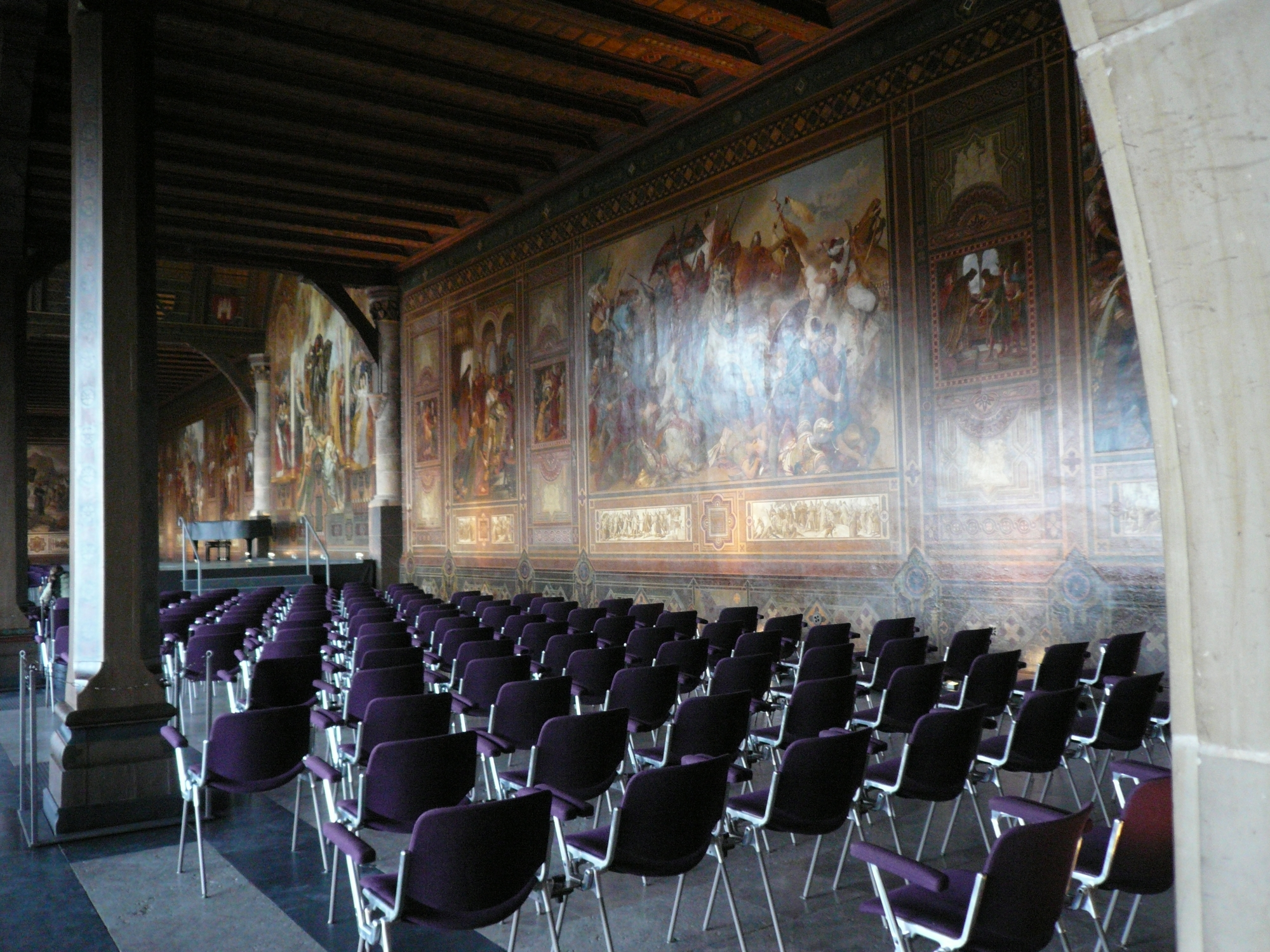
Der Kaisersaal in der Goslarer Kaiserpfalz

Das Kaiserhaus ist mit 54 Metern Länge und 18 Metern Tiefe der größte Profanbau seiner Zeit. Das Zentrum des Kaiserhauses stellt der zweigeschossige Saalbau dar. Er beherbergte übereinander zwei Säle von 47 Metern Länge und 15 Metern Breite. Beide hatten eine Balkendecke, die in der Mitte durch eine Säulenreihe gestützt wurde. Der obere Saal wird als „Sommersaal“ bezeichnet. Mit sechs großen Rundbogenöffnungen und einem ebenfalls stark bogen-strukturierten Mittelbereich in seiner Ostfassade, der wohl auf einen Altan führte, ist der Raum durch das Mauerwerk „nach außen hin geöffnet“. Möglicherweise wurde so dem „thingrecht“ genüge getan, wonach ein Gericht unter freiem Himmel abgehalten werden sollte. Der untere Saal führt die Bezeichnung „Wintersaal“. Die Ostfassade wurde hier nur wenig und in verschiedenen Ausbauphasen durch kleine Fenster durchbrochen. Im Wintersaal findet sich eine Warmluftheizung, wie sie auch in Tilleda, Werla, der Burg Lichtenberg in Salzgitter, im Alten Rathaus Göttingen und in anderen vergleichbaren Gebäuden vorkommt. Diese Warmluftheizung darf allerdings nicht mit dem römischen Hypocaust verwechselt werden, denn es war eine andere Heiztechnik: Außerhalb des Saales im Westen befanden sich zwei große Öfen, in denen Holz verbrannt wurde. Nachdem Rauch und Funken möglichst verflogen waren, wurde eine Sperre entfernt und die warme Luft gelangte durch einen Kanal in den Saal. Im Saal teilten sich von den (hier) zwei großen Kanälen jeweils zwei kleine Kanäle in der Raummitte links und rechts ab. An ihren Enden befanden sich Verschlusssteine, die mit Deckeln (vermutlich aus Metall) verschlossen wurden. Sollte der Raum erwärmt werden, wurden die Deckel abgenommen, die Wärme konnte in das Saalinnere „strömen“. Der Saal konnte so für Versammlungen bei schlechterer Witterung genutzt werden.

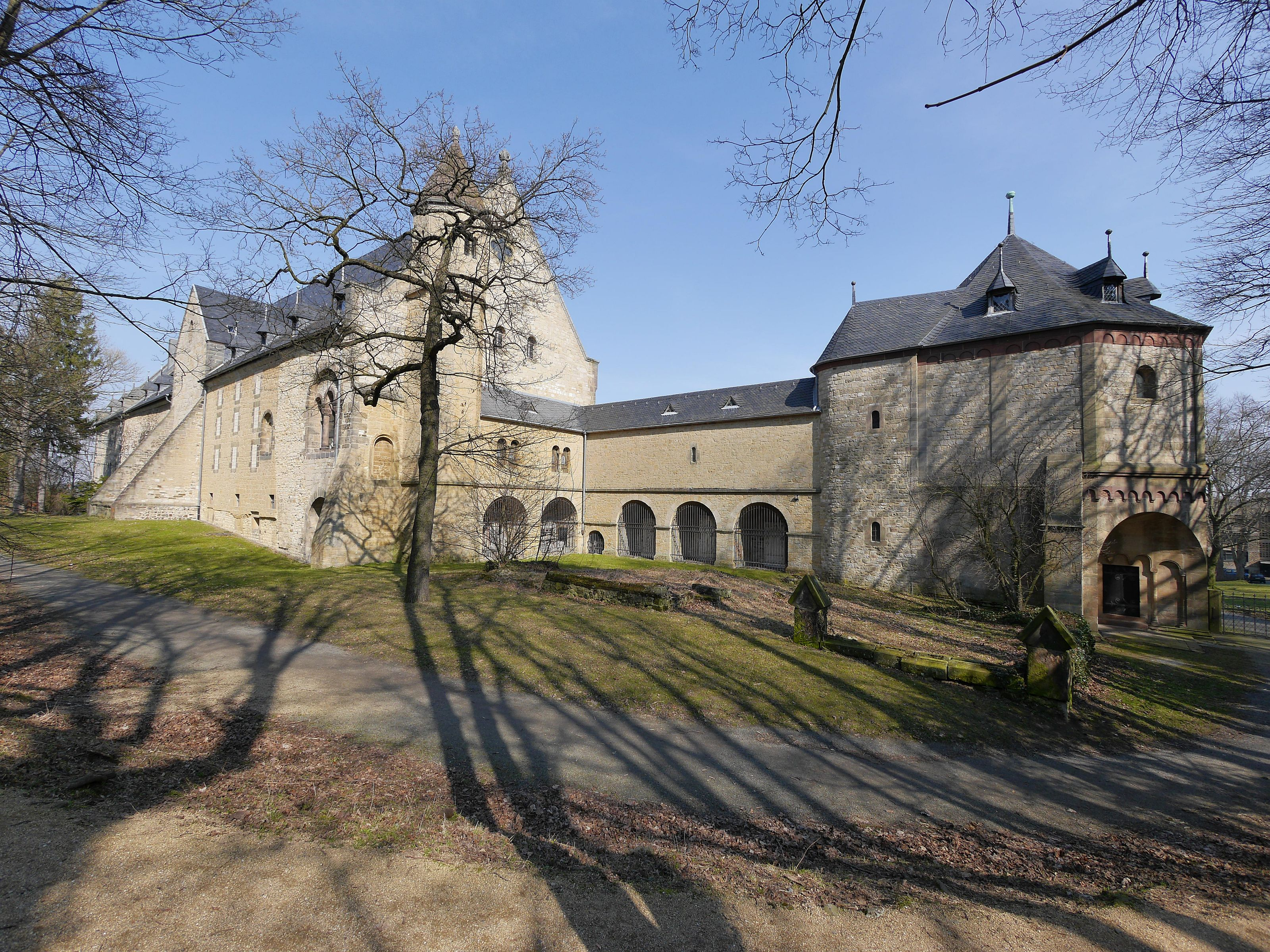
Rückseite der Kaiserpfalz

Im Norden schloss sich an den Saalbau ein ebenfalls zweigeschossiges Wohngebäude an. Auch hier war das Obergeschoss wahrscheinlich der kaiserlichen Familie vorbehalten. Es bot einen direkten Zugang sowohl in den oberen Saal als auch, wahrscheinlich über eine Galerie, in die benachbarte Liebfrauenkirche.
Unter Heinrich V. wurden zu Beginn des 12. Jahrhunderts noch einmal bauliche Veränderungen am Kaiserhaus vorgenommen. Heinrich V. ließ am südlichen Ende ein dem älteren fast baugleiches zweites Wohngemach anfügen. 1132 stürzte der Saalbau ein, wurde aber umgehend wieder aufgebaut. Dabei wurde mittig über die gesamte Gebäudehöhe ein Quertrakt eingeschoben und vor die Mitteltür im Erdgeschoss eine Vorhalle gesetzt, die nun dem Obergeschoss als Altan diente. Aus dem bisherigen schiefergedeckten Steildach ragte nun auch ein Giebel hervor. Außerdem wurden einige Fenster verschließbar gemacht und eine Art Fußbodenheizung eingebaut. Die Fensterarkaden des Untergeschosses wurden durch Rechteckfenster ersetzt.
Zu Füßen der südlichen Freitreppe finden sich Fundamentreste, die derzeit noch keiner bestimmten Bauphase zugeordnet werden können.

### Ehemaliges KollegiatstiftSt. Simon und Judas

#### Stiftskirche

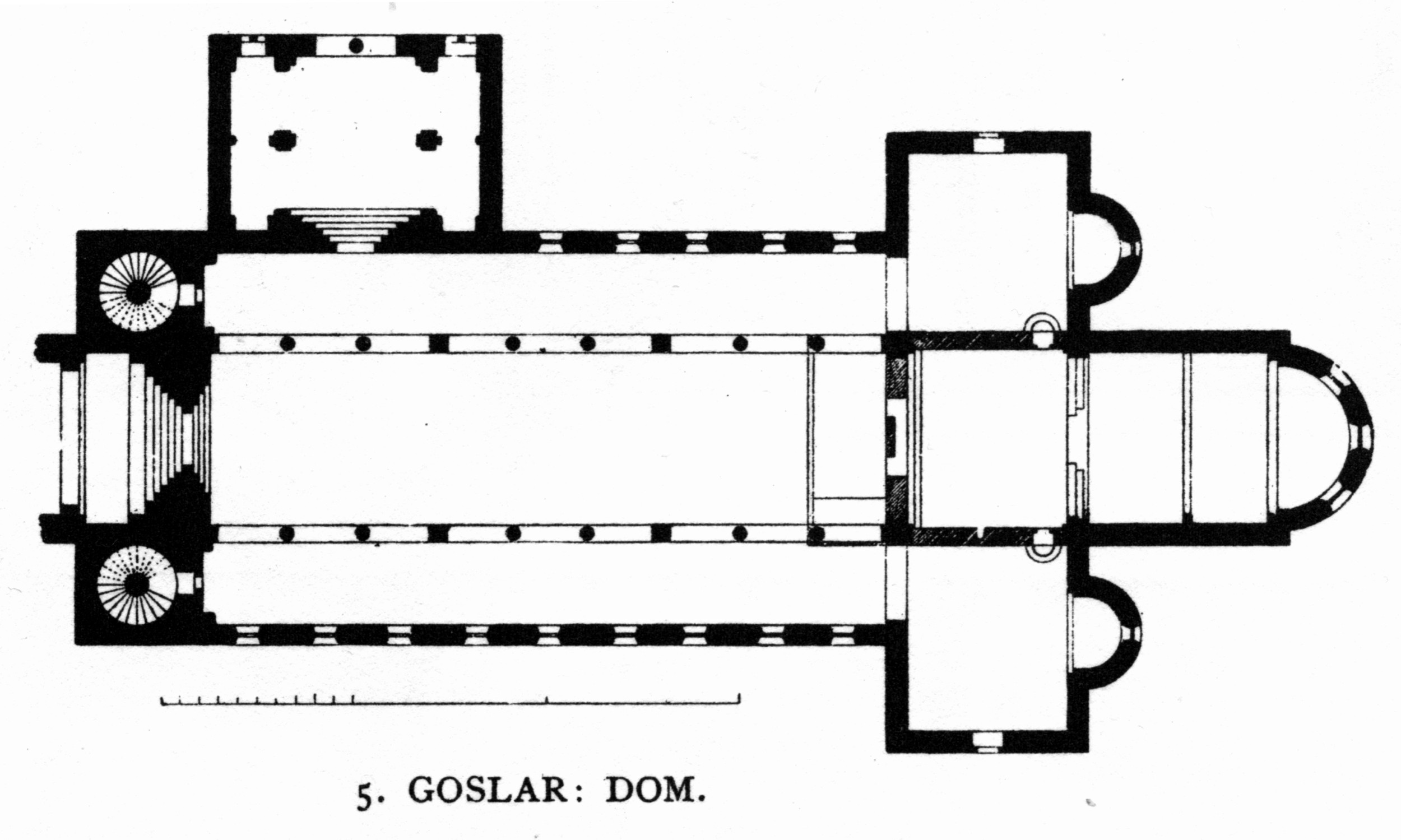
Grundriss der Stiftskirche „St. Simon und Judas“ (nach: Dehio/von Bezold: Kirchliche Baukunst des Abendlandes. Stuttgart, 1887–1901)

Die Stiftsherren feierten ihren Gottesdienst einst in einer dreischiffigen Basilika mit Querschiff, drei Ostapsiden und einem Westwerk mit zwei achteckigen Türmen und zwischengebautem Glockengeschoss sowie einem schlichten Paradies. Unter dem Chor befand sich eine Krypta, über der Vierung ein weiterer Turm. Die Kirche wurde am 2. Juli 1051 durch Erzbischof Hermann von Köln den Geburtstagsheiligen Heinrichs III., Simon und Judas, geweiht.
Zu diesem Zeitpunkt war die Basilika der größte romanische Kirchenbau rechts des Rheins und wurde zum Vorbild für zahlreiche vergleichbare Bauwerke in Norddeutschland, zum Beispiel für den Braunschweiger Dom. Aus dem Stift gingen eine Reihe bedeutender geistlicher Würdenträger des Reiches hervor.
Im Jahr 1819 wurde das Stift, häufig auch als „Goslarer Dom“ bezeichnet, auf Abbruch verkauft.

#### Domvorhalle

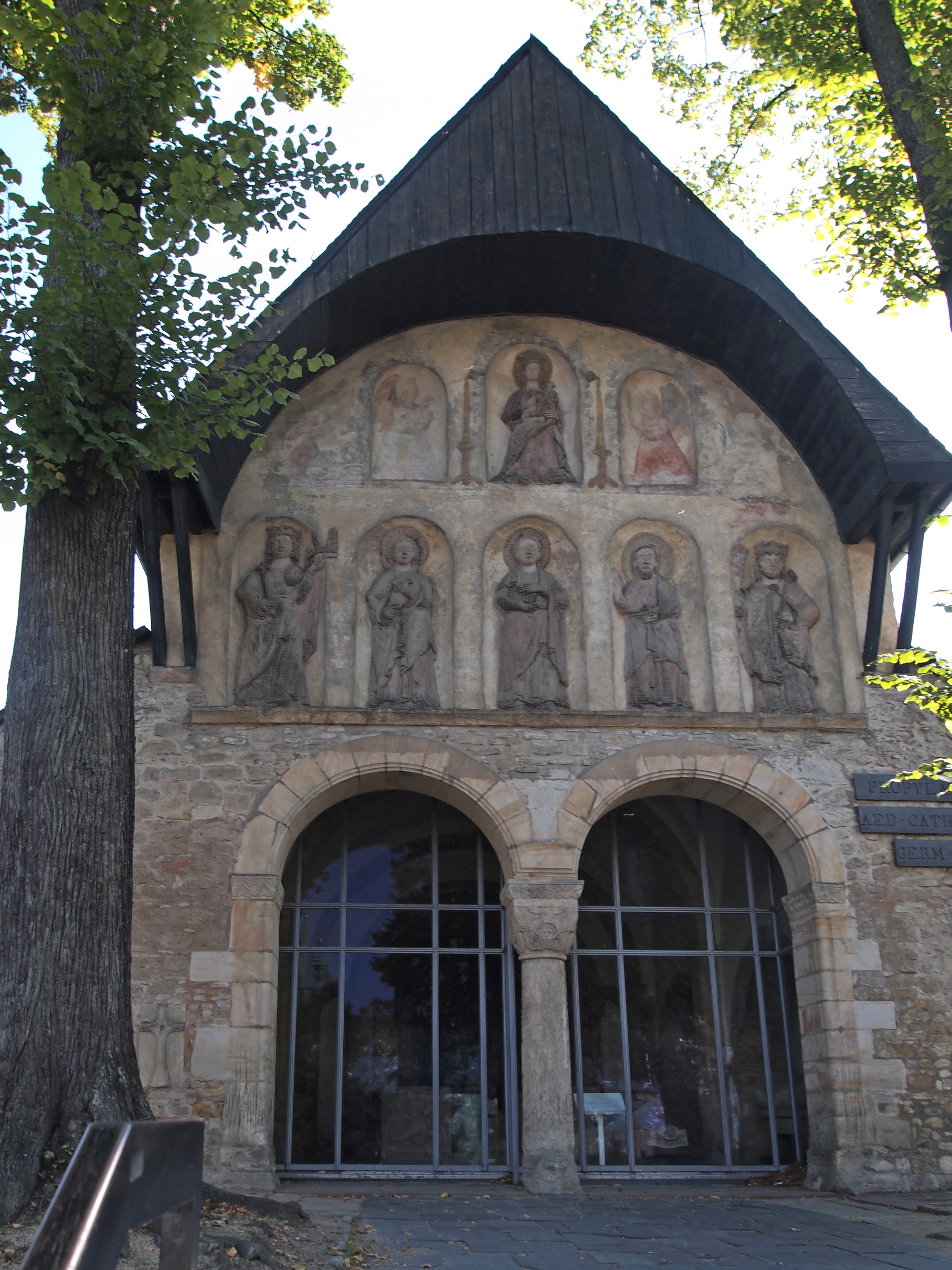
Domvorhalle der ehemaligen Stiftskirche

Um 1150 wurde dem Nordportal der Stiftskirche eine Vorhalle vorgesetzt, die als letzter Rest des Baukomplexes erhalten geblieben ist, wobei das ehemalige Nordportal des Doms jetzt die Rückwand der Vorhalle bildet. Die Front der Vorhalle schmücken in zwei Reihen Nischen mit ursprünglich farbigen Stuckplastiken. Die obere Reihe zeigt in der Mitte Maria mit dem Jesuskind, zu beiden Seiten umrahmt von Leuchtern und Engeln, wobei die originalen Engelsfiguren verloren gegangen sind und durch Malereien ersetzt wurden. Die untere Reihe zeigt von links nach rechts Kaiser Heinrich III., die Schutzpatrone des Doms Simon, Matthias und Judas und eine weitere, nicht eindeutig identifizierbare Kaiserfigur.
In dieser Halle, die korrekt mit „Vorhalle der Stiftskirche St. Simon und Judas“ bezeichnet wird, ist unter anderem eine Kopie der Lehnen des Kaiserstuhls ausgestellt, der sich ursprünglich in der Stiftskirche befand. Das Original befindet sich – museal aufgestellt – in einem der unteren Gewölbe des Kaiserhauses. Die bronzenen, mit Rankenornamenten verzierten Seiten- und Rückenlehnen stammen aus der zweiten Hälfte des 11. Jahrhunderts, die den eigentlichen Sitz umgebenden Sandsteinschranken sind etwas jünger und werden um 1220 datiert. Sie zieren romanische Tierfiguren und Fabelwesen. Der Kaiserstuhl könnte Heinrich IV., Rudolf von Schwaben (von Rheinfelden) oder Hermann von Salm als Thronsitz gedient haben. Beide waren zur Zeit der Herstellung des Throns in Goslar, Hermann ist in St. Simon und Judas sogar zum König gesalbt worden. Der Kaiserstuhl ist neben dem Thron Karls des Großen in Aachen und dem (von Heinrich II.?) in der Westkrypta von St. Emmeram in Regensburg der einzige erhalten gebliebene Thron eines römischen Kaisers des Mittelalters. Er wurde in den 1840er Jahren von Prinz Carl von Preußen erworben und im mittelalterlich gestalteten Klosterhof seines Schlosses Glienicke bei Potsdam aufgestellt. So in den Besitz der Hohenzollern gelangt, diente der Kaiserstuhl auch Kaiser Wilhelm I. bei der Eröffnung des ersten deutschen Reichstags am 21. März 1871 als Sitz.

### Pfalzkapelle St. Ulrich

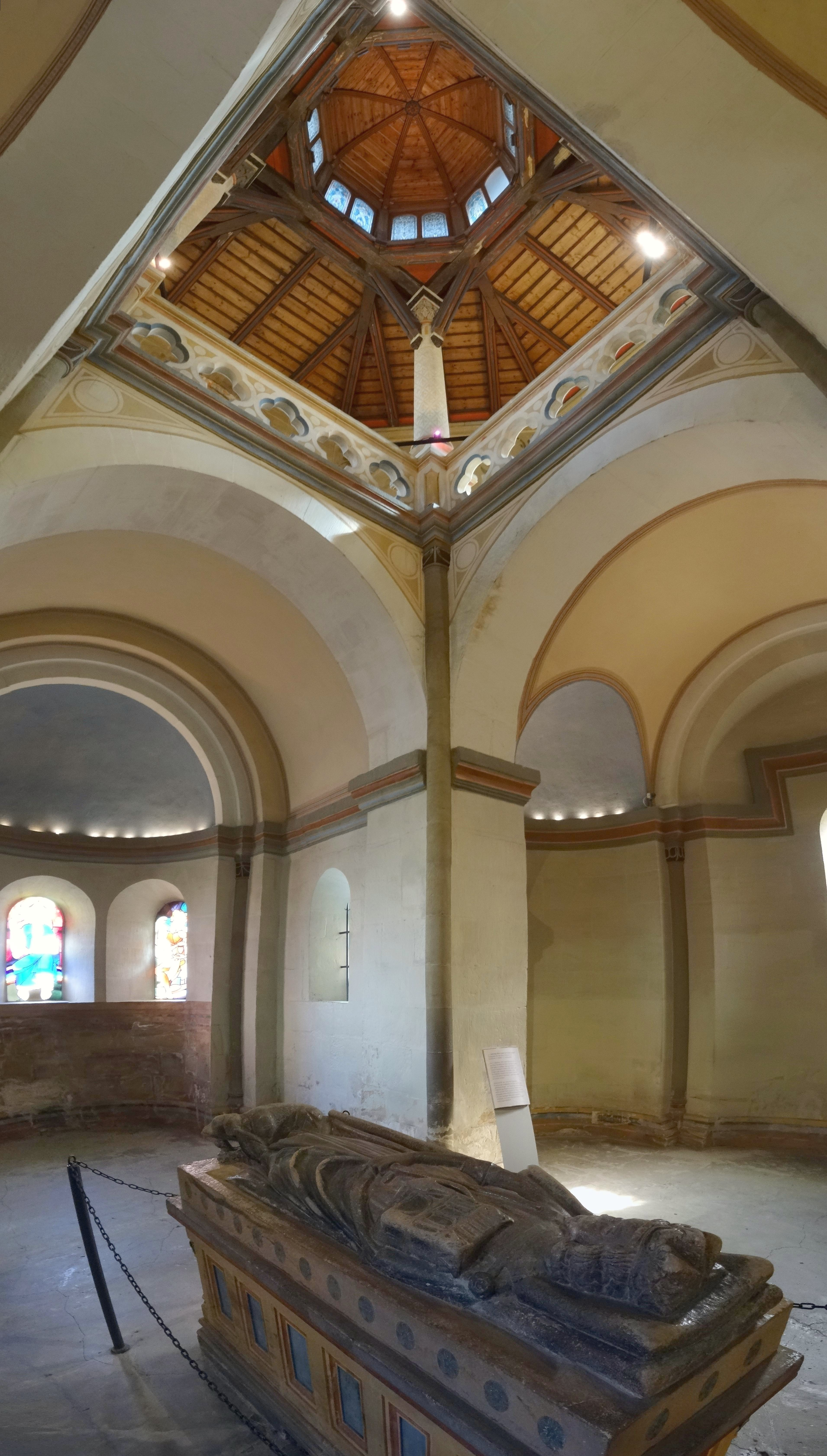
Ulrichskapelle Innenansicht

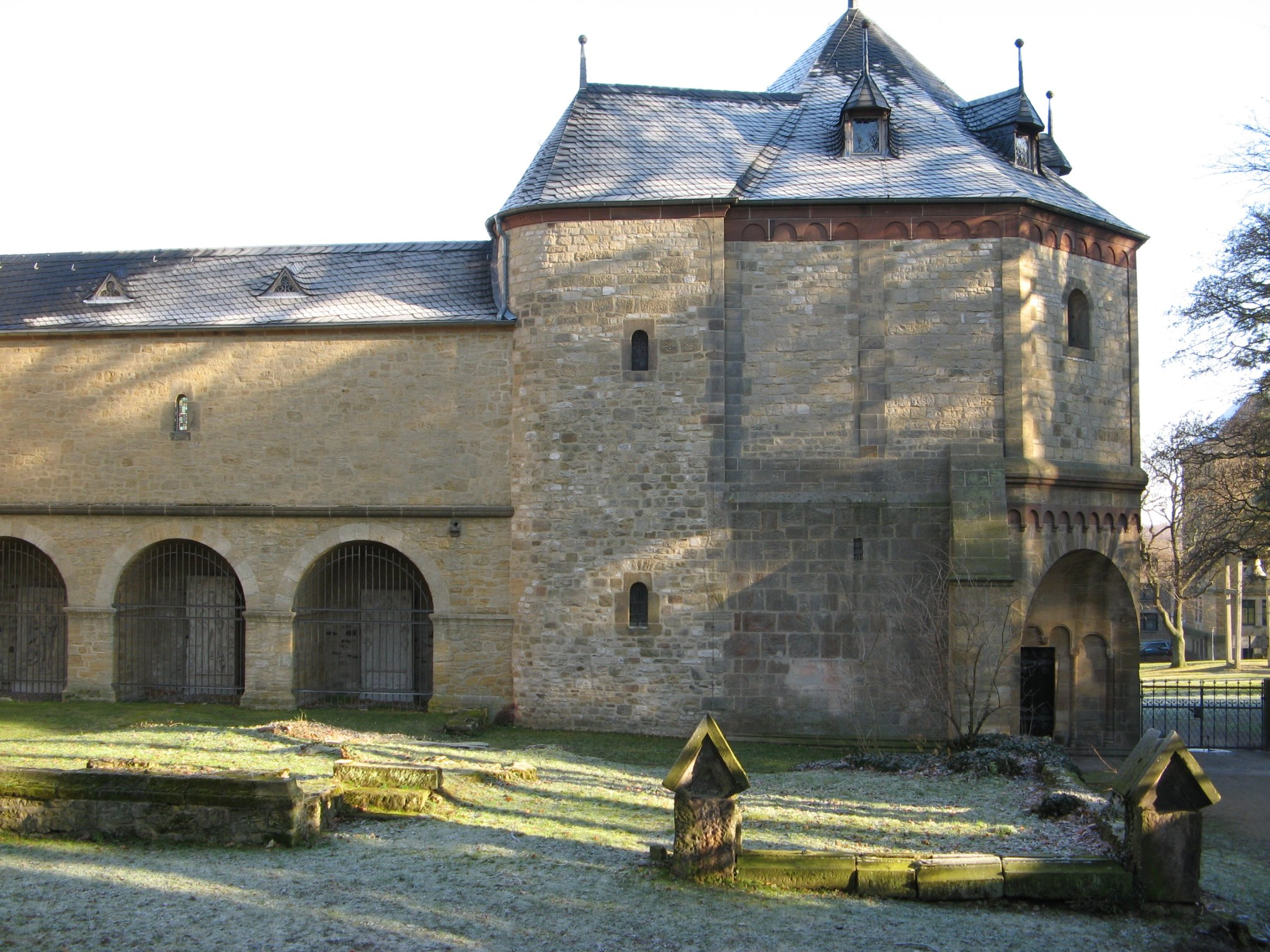
Rückseite der Ulrichskapelle

Die Doppelkapelle St. Ulrich ist in der Unterkapelle ein kreuzförmiger Zentralbau mit vier Rundapsiden in der Art eines Tetrakonchos. Die nördlichen und südlichen Kreuzarme besitzen zusätzlich kleinere seitliche Apsiden. Über die äußere Kreuzform tritt nur die im 19. Jahrhundert rekonstruierte Ostapsis hinaus. Die Oberkapelle ist achteckig angelegt, wobei die Anbindung an die kreuzförmige Unterkapelle über Trompengewölbe realisiert wird. Eine derartige Konstruktion ist in Deutschland einmalig und aus der nachträglichen Aufstockung der Kapelle heraus zu erklären. Die Apsis der Oberkapelle sitzt über der Hauptapsis der Unterkapelle. Im Inneren stellt eine quadratische Öffnung über der Vierung die Verbindung zwischen der Unterkapelle und der Oberkapelle her. Vier zentrale Säulen im Obergeschoss, die über den vier inneren Wandecken des Erdgeschosses ruhen, gaben Anlass, von einem Vierstützenbau zu sprechen, wie er im syrisch-persischen Raum entwickelt wurde, und in der ersten Hälfte des 20. Jahrhunderts eine Herkunft von dort über die armenische Idealform der Kathedrale von Bagaran anzunehmen. Auch den mit Trompen abgefangenen Außennischen attestierten Kunsthistoriker armenische Vorbilder. Die Oberkapelle war ursprünglich der kaiserlichen Familie vorbehalten und grenzte direkt an den nördlich anschließenden Wohnpalast. Eine andere Verbindung bildet ein Treppenturm, der sich quasi zwischen dem Nord- und dem Westarm des Kreuzes befindet. Von diesem Turm aus war die Ulrichskapelle auch durch einen Gang mit dem südlichen – jüngeren – Wohngemach des Kaiserhauses verbunden.
In der Unterkapelle, genau im Mittelpunkt des Kreuzes, steht heute ein Sarkophag, dessen Deckelplatte eine etwa in der Mitte des 13. Jahrhunderts entstandene Skulptur ziert: Der lebensgroße, liegende Heinrich III., den Kopf auf ein Kissen gebettet, zu Füßen ein Hund liegend, in der rechten Hand das Zepter, in der linken das Modell einer Kirche. Der Sarkophag enthält (in einer achteckigen, vergoldeten Kapsel) das Herz Heinrichs III., das auf dessen Wunsch hin in Goslar verblieben ist und seit 1884 in der Ulrichskapelle aufbewahrt wird.

### Liebfrauenkirche
Die Liebfrauenkirche (Pfalzkapelle „Sanctae Mariae virginis“; auch Marienkapelle) bestand aus einem zentralen quadratischen Bau von knapp 10 Metern Seitenlänge, dem sich im Osten drei Apsiden, auf der gegenüberliegenden Seite ein Westwerk mit zwei Rundtürmen anschlossen. Das Gebäude war zweigeschossig. Das Erdgeschoss mit Zugang auf der Südseite war für das „einfache Personal“ bestimmt. Das wahrscheinlich mit Marmor ausgelegte Obergeschoss diente auch hier der kaiserlichen Familie und hatte vom Westwerk aus eine direkte Verbindung zum Kaiserhaus.

### Kuriengebäude
Zum Pfalzbezirk gehörten Kuriengebäude. Sie standen wie z. B. die Vikariatskurien in der „Domburg“, dem engeren Stiftskirchenbereich, der von einer Mauer umgeben war. Weitere Kuriengebäude, wie die „von Steinberg“ und „Herlinberg“ begrenzten im Norden und Süden den „Kaiserbleek“ genannten Platz zwischen Stiftskirche und Kaiserhaus.

### Pfarrkirche St. Thomas
In der nordöstlichen Ecke der sogenannten Domburg stand die St.-Thomas-Kirche. Sie war ursprünglich als (Kirchhofs-)Kapelle für Bestattungen der Bediensteten des Stiftes Ss. Simon und Judas erbaut worden. Nachdem das sogenannte Bergdorf, in das die Königspfalz Goslar ursprünglich eingefügt gelegen hatte, nach der Errichtung der Stadtmauer von immer mehr Bewohnern verlassen wurde und diese sich nun innerhalb des ummauerten Bereichs ansiedelten, verlor die ursprüngliche Pfarrkirche des Bergdorfes, St. Johannis, immer mehr an Bedeutung. Nach der gewaltsamen Zerstörung der Kirche, des angebauten Hospitalbaus der Bergarbeiter und noch stehender Restbebauung des Bergdorfs im Juli 1527 wurden die Pfarrrechte auf die Thomaskapelle übertragen. Sie war nun die Pfarrkirche des Pfalzbezirks. Die Pfarre grenzte im Nordwesten an St. Peter und Paul (Frankenberg), im Norden an Ss. Cosmas und Damian am Markt und im Osten an St. Stephani.

## Geschichte
Die Pfalz ist eine der fünf Pfalzanlagen im heutigen Niedersachsen (Dahlum, Werla, Grona, Pöhlde).
Der Pfalzbezirk war Schauplatz bedeutender historischer Ereignisse, zum Beispiel:
- Am 11. November 1050 wurde Heinrich IV. im Pfalzbezirk geboren.
- Im Spätsommer 1056 war Papst Viktor II. mehrere Wochen lang Gast Heinrichs III. in der Kaiserpfalz. Er war auch bei dessen Tod in Bodfeld am Harz zugegen und organisierte anschließend die Regierungsübernahme durch Heinrichs Witwe, Kaiserin Agnes.
- An Pfingsten 1063 kam es beim „Goslarer Rangstreit“ im Dom zu einem Blutbad, dessen Zeuge der junge Heinrich IV. wurde. Es entbrannte zwischen dem Bischof Hezilo von Hildesheim und dem Abt Widerad von Fulda ein Streit über die Sitzordnung, der in einem halbtägigen, blutigen Gemetzel endete.
- Im Sommer 1073 musste Heinrich IV. vor den aufständischen Sachsen aus der Kaiserpfalz auf die nahegelegene Harzburg fliehen.
- An Weihnachten 1075 empfing Heinrich IV. in Goslar ein Schreiben Papst Gregors VII., in dem dieser ihm die Exkommunikation androhte: der Investiturstreit begann.
- 1081 ließ sich der Gegenkönig Heinrichs IV., Hermann von Salm, in der Pfalz krönen und salben.
- Von 1152 bis 1188 war die Kaiserpfalz teils Austragungsort, teils selbst Gegenstand des Streits zwischen Kaiser Friedrich I. und Herzog Heinrich dem Löwen.
- Im Juli 1219 hielt Friedrich II. in der Kaiserpfalz einen Reichstag ab und bekam bei dieser Gelegenheit die Reichsinsignien überreicht, die Otto IV. auf der Harzburg verwahrt hatte.

## Verfall und Restaurierung

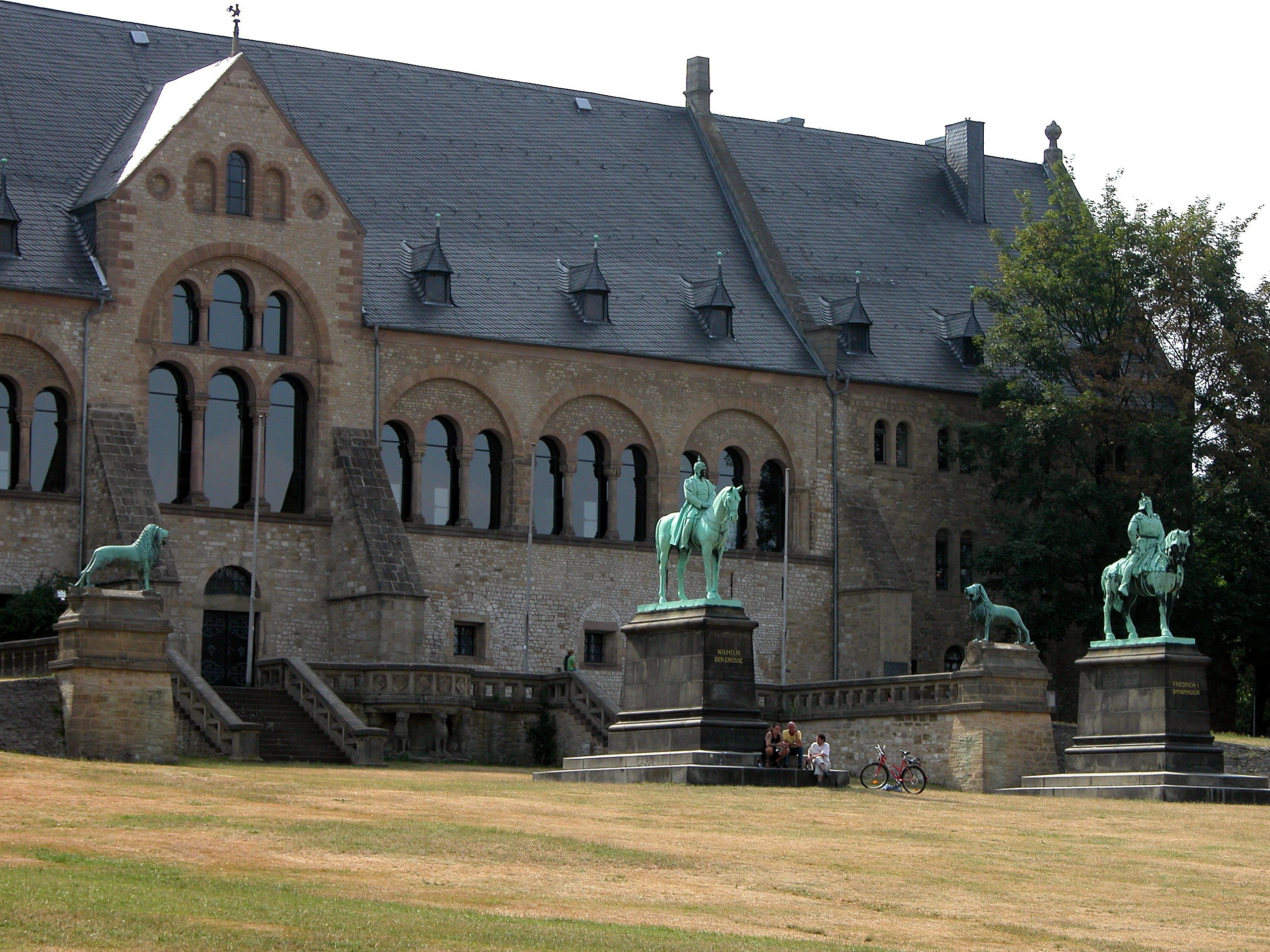
Kopien des Braunschweiger Löwen und Reiterdenkmäler vor der Kaiserpfalz

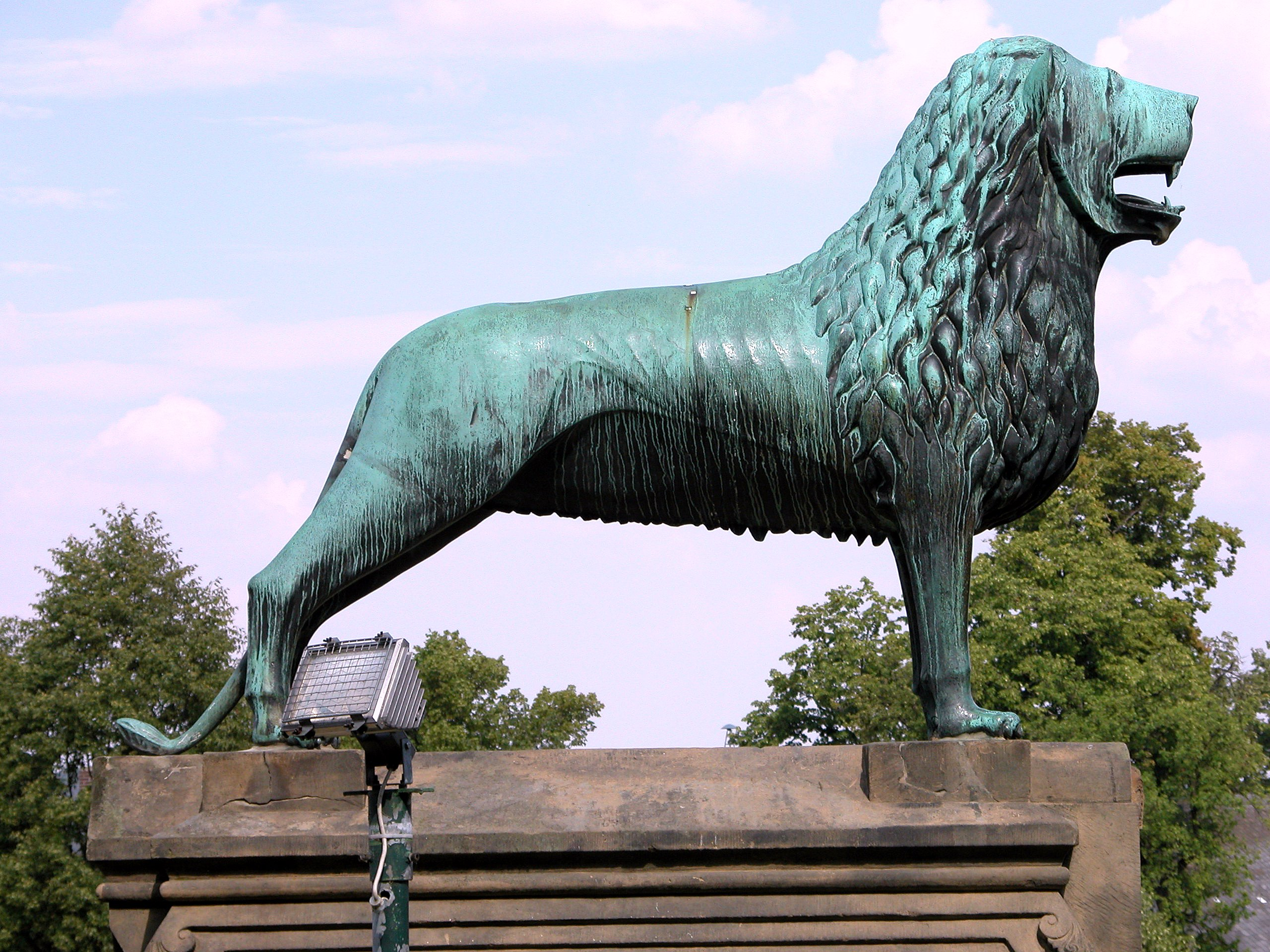
Eine der Löwenkopien

1253 hielt sich mit Wilhelm von Holland letztmals ein Deutscher König in der Pfalz auf. Danach begann der Verfall der Anlage. 1289 zerstörte ein Brand viele Gebäude bis auf die Grundmauern. Das jüngere Wohngebäude wurde daraufhin bis auf das Fundament abgerissen. Im Jahr darauf ging der Pfalzbezirk in den Besitz der Stadt Goslar über. Der Saalbau diente eine Zeit lang als Gerichtsstätte, teils dem Goslarer Stadtvogt, teils als sächsisches Landgericht, wurde aber immer auch als Lager- oder Vorratsraum benutzt. So dienten z. B. sowohl die Hallen des Kaiserhauses als auch das ältere Wohngebäude Mitte des 16. Jahrhunderts als Kornspeicher. Die Ulrichskapelle wurde ab 1575 als Gefängnis genutzt (was allerdings nicht unerheblich zu ihrer Erhaltung beigetragen hat). Die Türme der Liebfrauenkirche stürzten 1672 ein, der Rest der Kirche 1722, die Steine wurden als Baumaterial verkauft. Beim Dom ist bereits 1331 erstmals von einstürzenden Mauern die Rede, 1530 stürzte ein Turm ein. 1802 war nur eine Ruine übrig, die am 19. Juli 1819 für 1504 Taler zum Abbruch verkauft wurde. Nur die nördliche Vorhalle blieb stehen und gibt heute einen kleinen Eindruck von der einstigen Größe des Doms.
1865 stürzten im Kaiserhaus wieder Mauern ein, und der Goslarer Rat erwog einen Abbruch, der aber abgewendet werden konnte. Stattdessen empfahl eine staatliche Kommission die Restaurierung des Gebäudes. Am 14. August 1868 begannen nach Planungen des Landbaukondukteurs Adalbert Hotzen erste Instandsetzungs- und Neubaumaßnahmen. Die von Hotzen vorgesehene mittelsymmetrische Umformung der baulichen Anlage, einschließlich des Abbruchs des Lagergebäudes von 1551, wurden jedoch nicht umgesetzt, da angesichts des Deutsch-Französischen Krieges die Bauarbeiten zum Erliegen kamen. Erst 1873, nach der deutschen Reichsgründung, wurden die Baumaßnahmen nach veränderten Plänen des Architekten Fritz Hennecke und des Kreisbauinspektors Ernst Schulze wieder aufgenommen. Als Bauleiter wirkte Theodor Unger mit, der zuvor 1871 mit Rekonstruktionsüberlegungen über das Kaiserhaus in und einem Aufruf zum Weiterbauen in der renommierten Deutschen Bauzeitung auf sich aufmerksam gemacht hatte. Am 15. August 1875 besuchte Kaiser Wilhelm I. die Baustelle und gab dem Projekt damit endgültig eine nationale Bedeutung. 1879 war die Rekonstruktion des Bauwerks abgeschlossen. Das Ergebnis wird heute teilweise kritisch gesehen, da die Baumaßnahme über eine befundgetreue Wiederherstellung hinausging: Im nationalen Überschwang der Zeit hatte man den Bau ins Monumentale erhöht. Der Arkadengang vom Kaiserhaus zur Ulrichskapelle, der Treppenturm, Änderungen der Fensterdurchbrüche im Sockelgeschoss, die Freitreppenanlage vor der Ostfront sowie die zwei Nachbildungen des Braunschweiger Löwen und die Reiterstandbilder der Kaiser Barbarossa und Wilhelm I. (1900/01 errichtet, Beschriftung „Wilhelm der Große“) sind am augenfälligsten. Auch im Inneren des Kaiserhauses zeugt der von Hermann Wislicenus in der Zeit von 1879 bis 1897 geschaffene monumentale Wandgemäldezyklus mit Kaiser Wilhelm I. im Zentrum vom nationalen Hochgefühl jener Zeit.
In den Jahren 1913/14 und noch einmal 1922 wurden von Uvo Hölscher archäologische Untersuchungen im Pfalzbezirk durchgeführt, denen die Wiederentdeckung der Fundamente der Liebfrauenkirche zu verdanken ist. Sanierungsarbeiten im Umfeld der Kaiserpfalz ab 2024 führten zu archäologischen Entdeckungen. Dabei wurden die Grundmauern eines winkelförmigen Gebäudes mit zwei saalartigen Raumstrukturen gefunden, die der Kaiserpfalz aus dem 10. Jahrhundert zugerechnet werden. Das Gebäude sei um 1180 zu einem Wohnpalast mit Gemächern von Friedrich Barbarossa erweitert worden. Darüber hinaus wurde ein vermutlich mittelalterlicher Torbogen in der Stadtmauer im Bereich des Pfalzgartens freigelegt.

Verfall und Rekonstruktion
Kaiserpfalz vor und während der Rekonstruktionsarbeiten, 1868
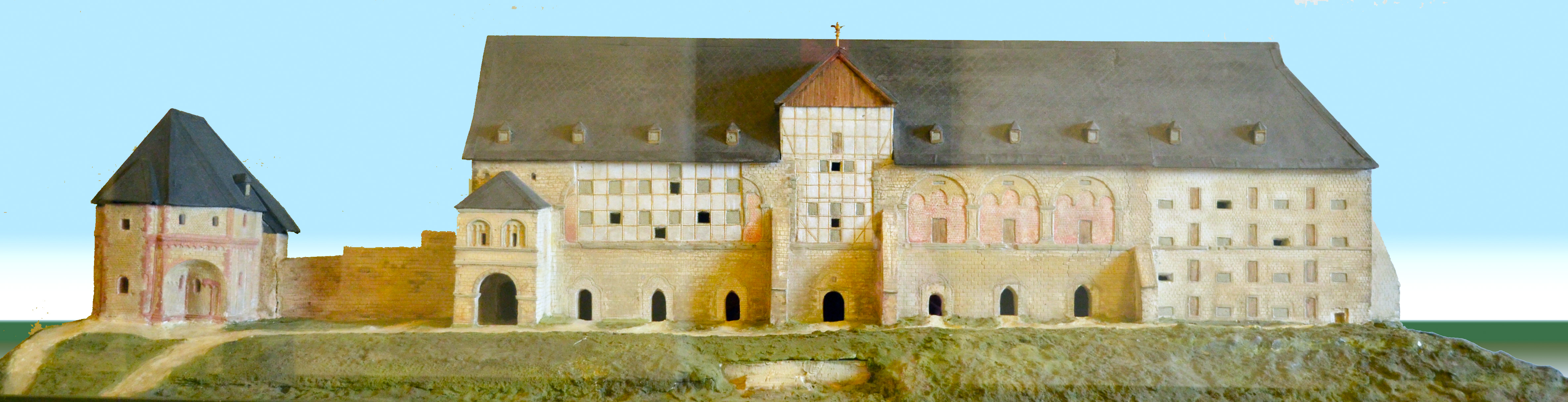
Zustand von Kaiserhaus und Ulrichskapelle vor der Rekonstruktion (Modellbau um 1900, nach älteren Bauaufnahmen vom H. Wilhelm H. Mithoff aus der Zeit vor 1868)
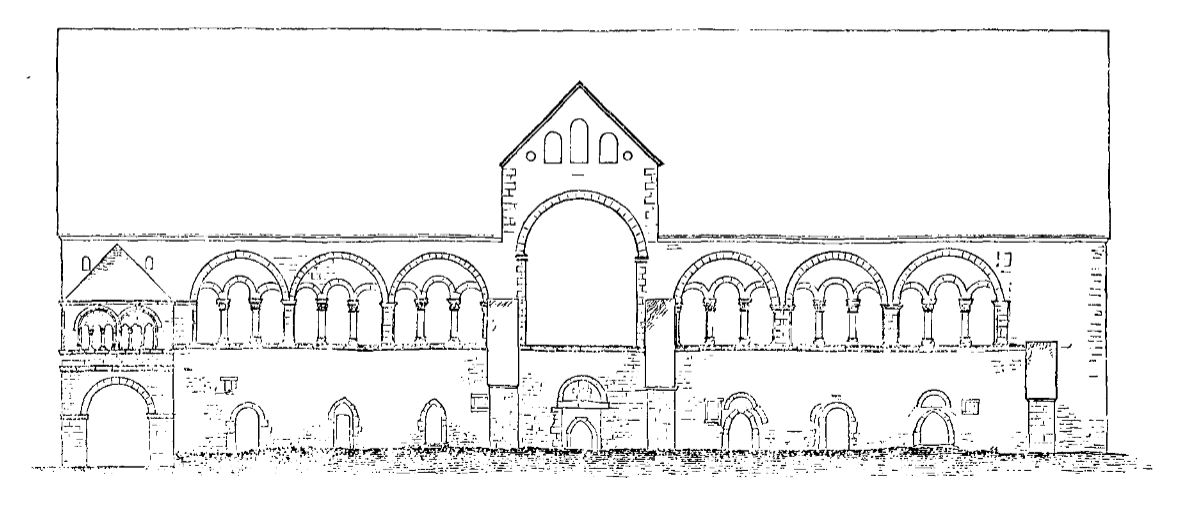
Rekonstruktionsversuch von Wilhelm Mithoff, 1875 „vor der letzten Umgestaltung“
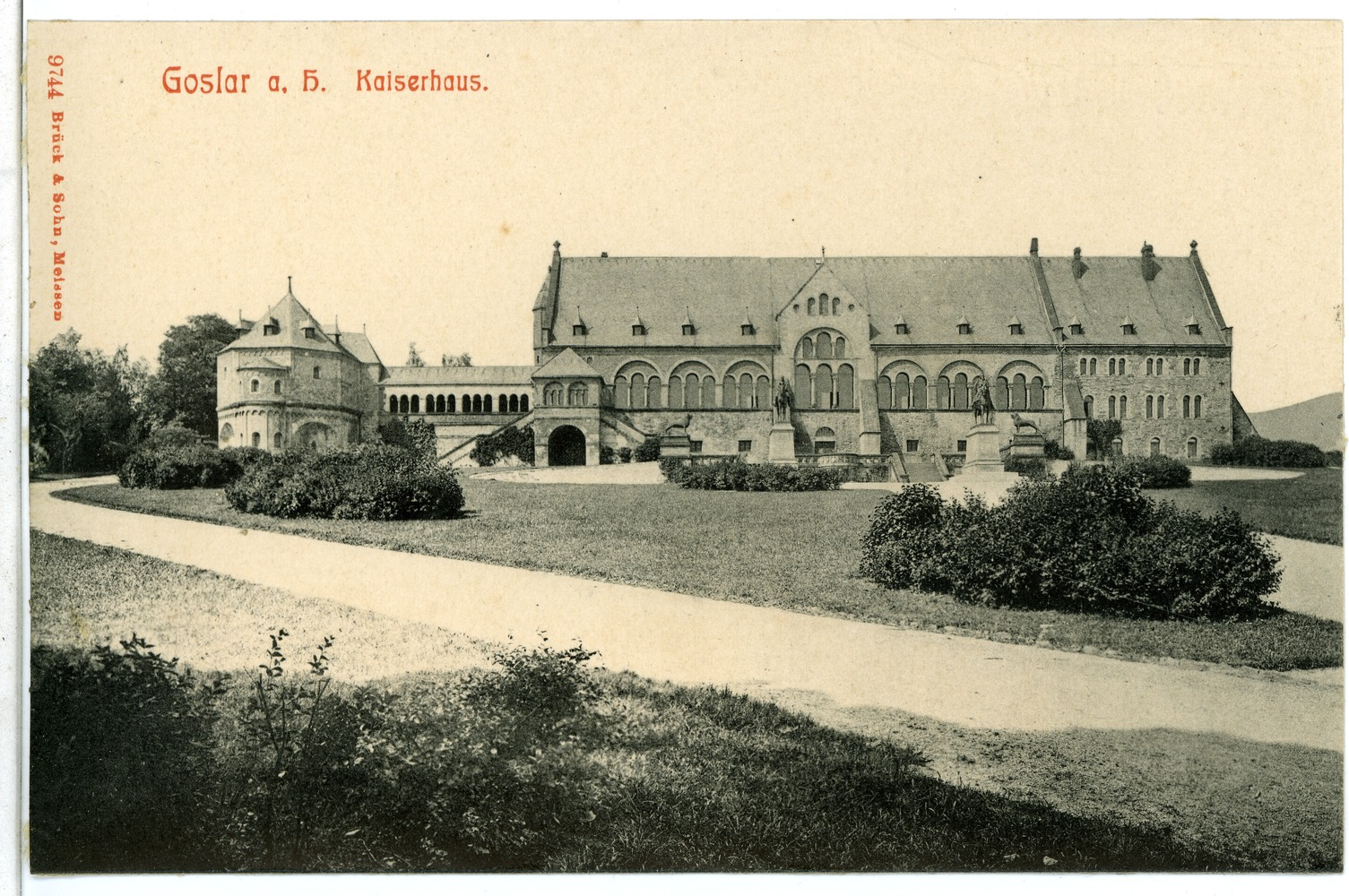
Ansichtskarte von 1908
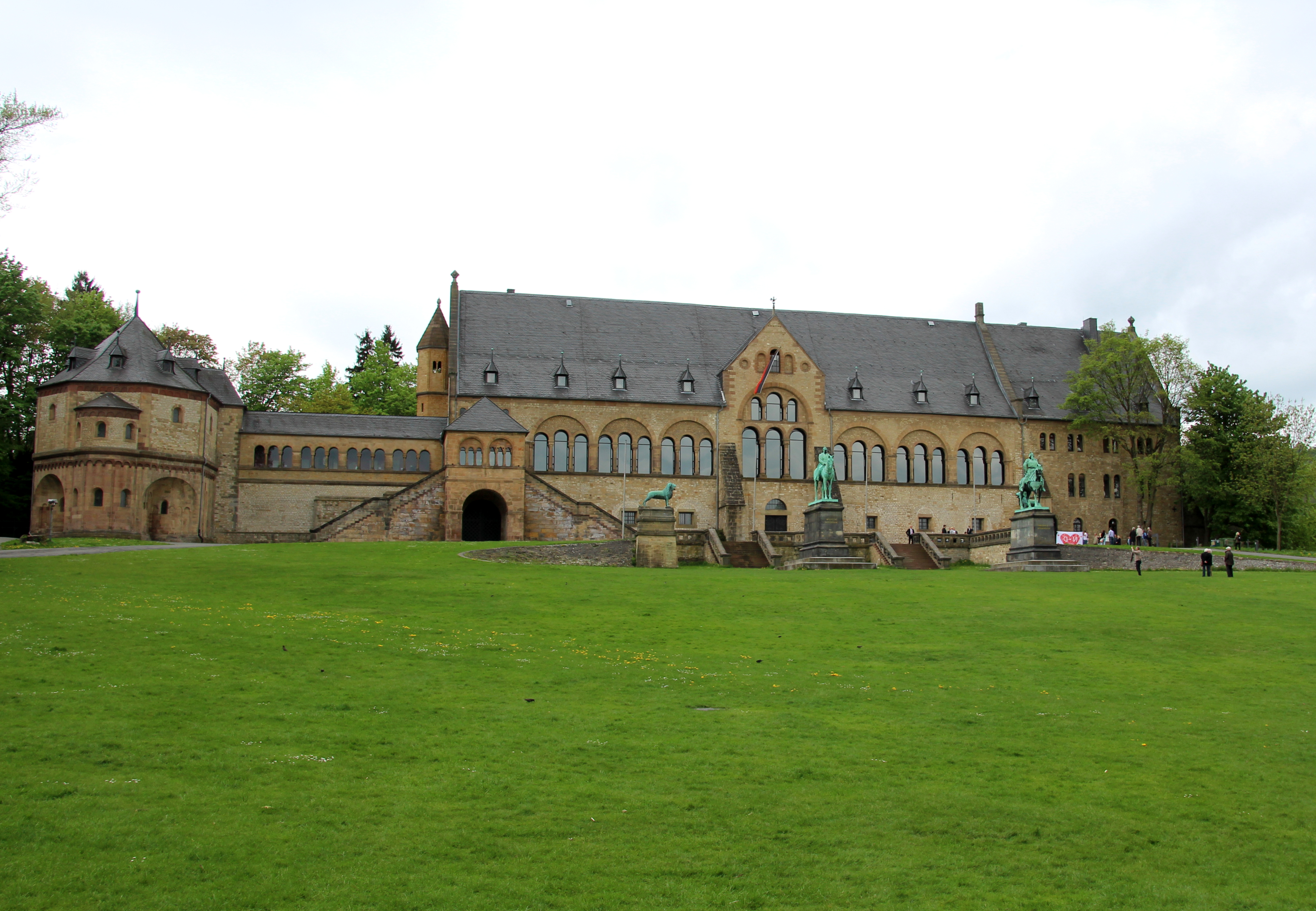
Ansicht 2015

## Wislicenus’ Wandgemälde in der Kaiserpfalz

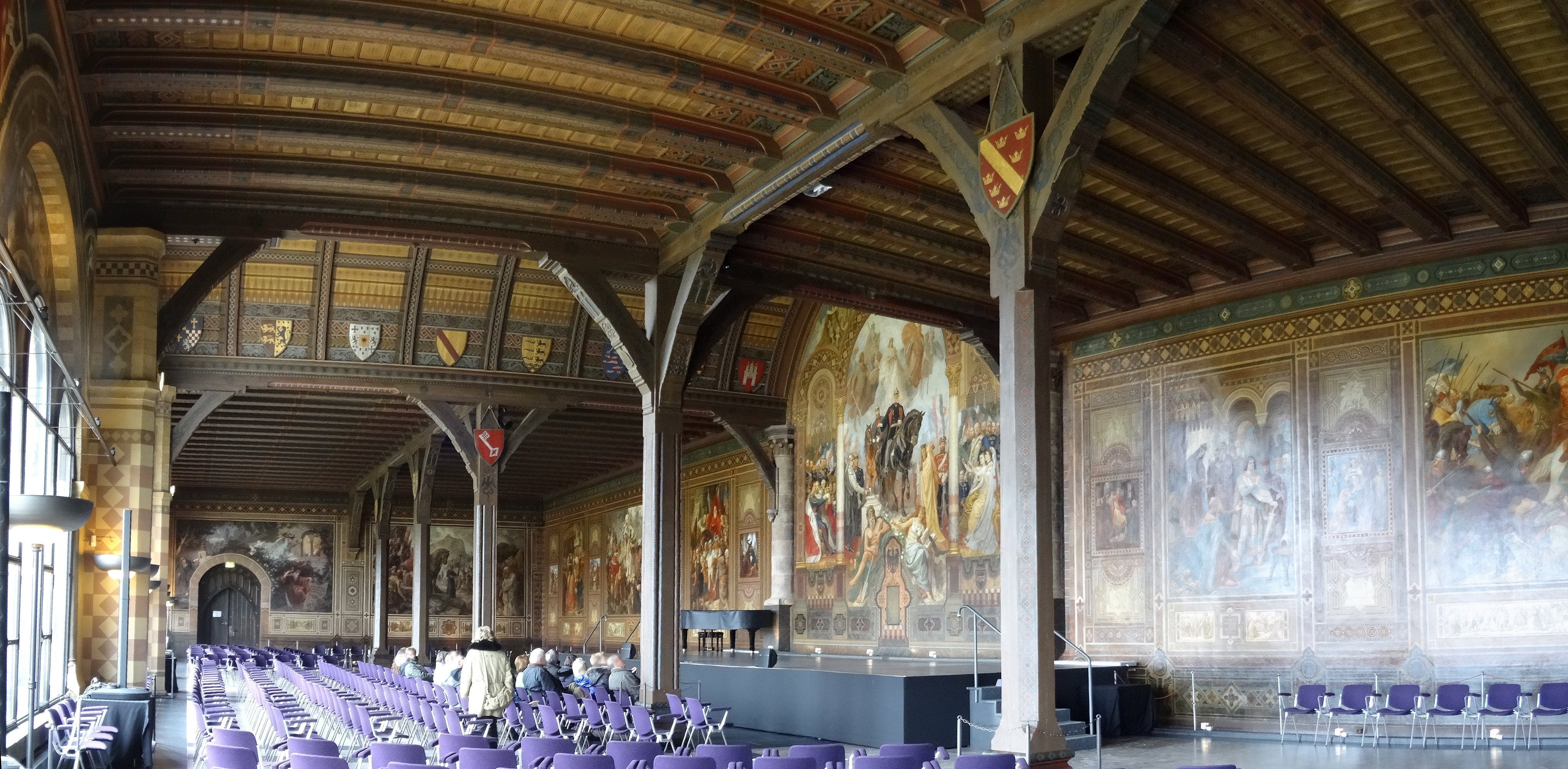
Wislicenus’ Wandgemälde in der Kaiserpfalz

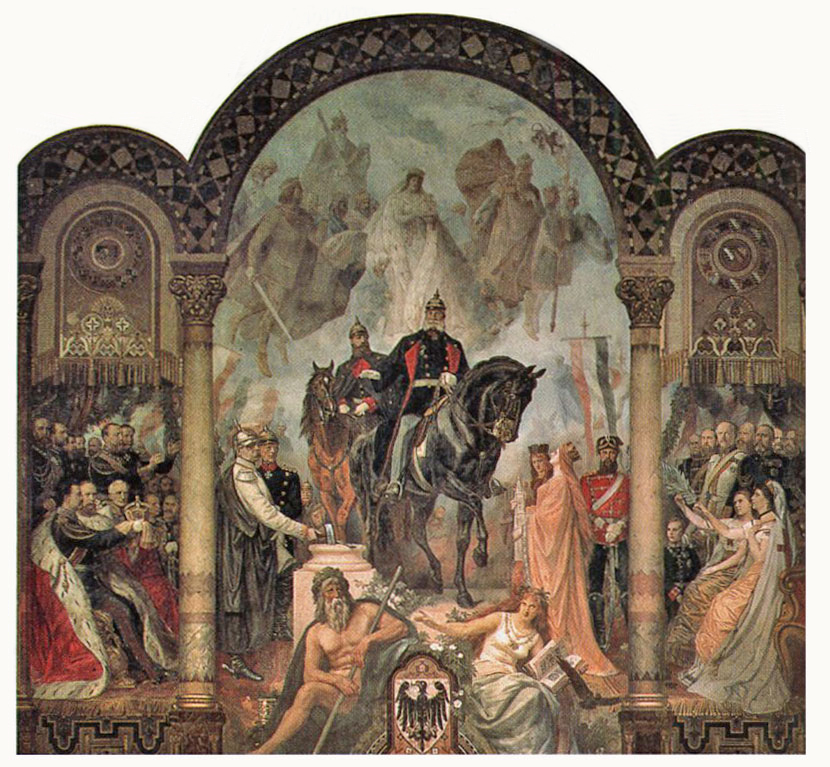
Apotheose des Kaisertums

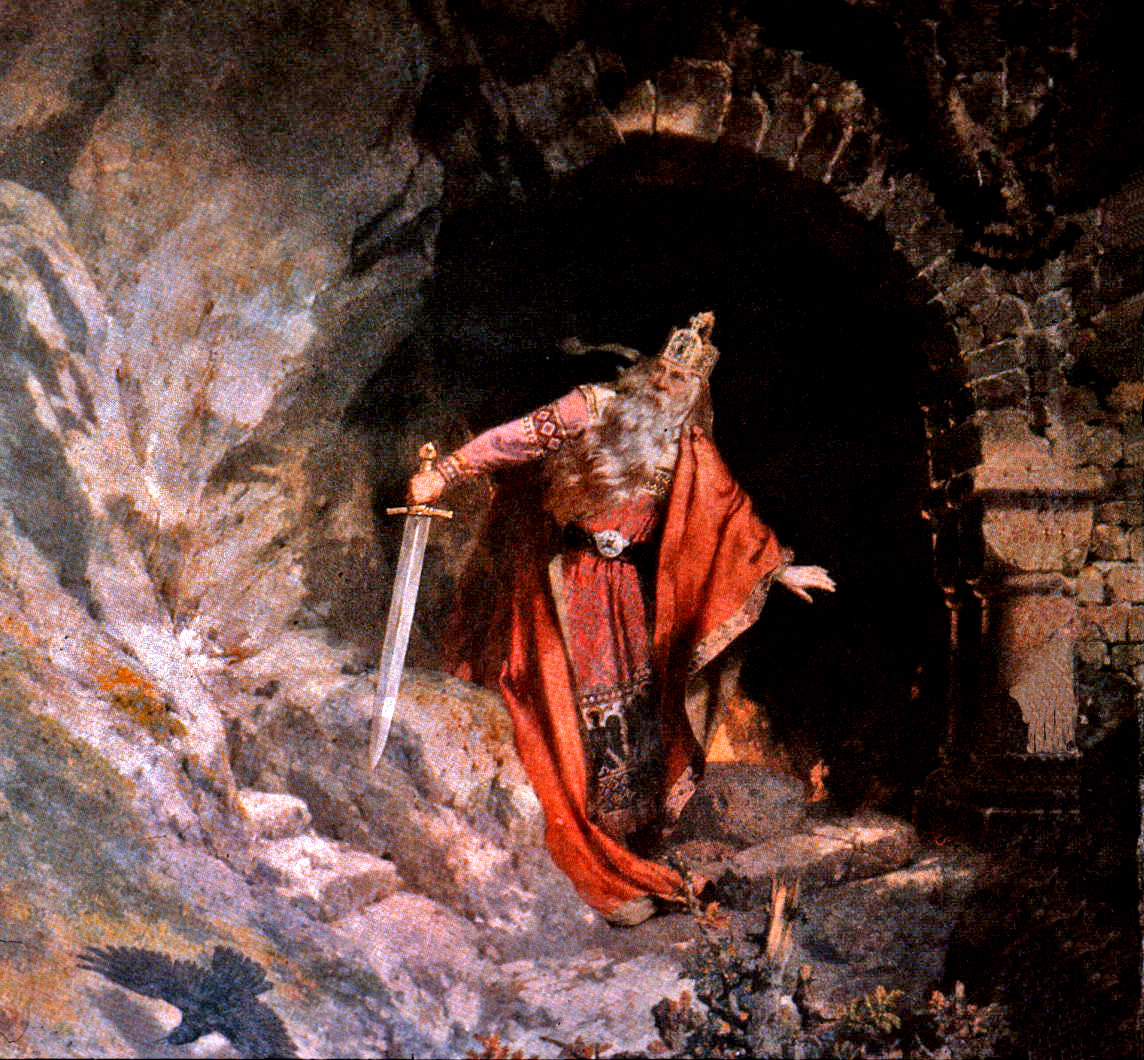
Barbarossas Erwachen

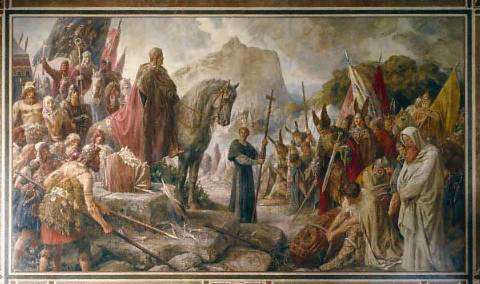
Karl der Große fällt die Irminsäule.

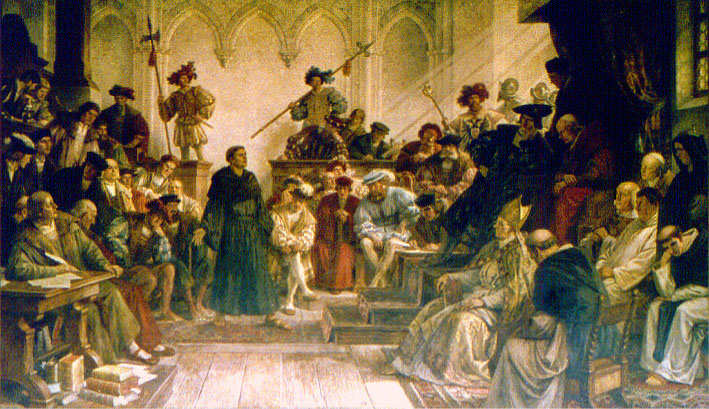
Reichstag zu Worms 1521

Hermann Wislicenus malte den Sommersaal der Kaiserpfalz von 1877 bis 1890 mit Bildern aus Geschichte und Sage aus, die das Kaisertum der Hohenzollern in die Tradition der römisch-deutschen Kaiser stellen.
Das größte Bild in der Mitte des Saales zeigt die Apotheose des Kaisertums:
Zentral im Bild reitet Wilhelm I., hinter ihm, ebenfalls zu Pferd, sein Sohn und Thronfolger Friedrich Wilhelm. Zur Linken Wilhelms stehen zwei junge Frauen in langen, hellen Gewändern, die Lothringen und das Elsass verkörpern. Beide tragen ihre Hauptkirche, den Dom von Metz und das Straßburger Münster, in den Händen. Zur Rechten Wilhelms steht Bismarck als Baumeister beim Legen des Grundsteins für das neue deutsche Kaiserreich. Auf der linken Seite des Bildes sind die deutschen Fürsten zu sehen, ganz vorn der Bayernkönig Ludwig II., der Wilhelm eine Krone reicht. Auf der rechten Seite des Bildes sitzen die Gemahlinnen von Wilhelm I. und seinem Sohn, Augusta und Victoria. Der dort stehende Junge ist der spätere Kaiser Wilhelm II. Über der Szene schweben im Himmel Kaiser des Heiligen Römischen Reichs, darunter Friedrich I. Barbarossa. Die Mutter Wilhelms I., Königin Luise, schwebt ihm von oben mit einer Krone entgegen.
Die an der langen Westwand und an den Schmalseiten im Norden und Süden um das größte Wandgemälde gruppierten Wandbemalungen entsprechen sich thematisch, passend zur Symmetrie des Saales.
Auf der Schmalseite im Süden ist das Märchen von Dornröschen dargestellt. Es soll hier symbolisieren, dass das alte Reich 1806 nicht untergegangen ist, sondern in einen langen Schlaf fiel und durch die Reichsgründung 1871 wieder erweckt wurde.
Gegenüber auf der Schmalseite im Norden ist Friedrich I. Barbarossa zu sehen, wie er mit einem Schwert in der Hand dem Kyffhäuser entsteigt. Rechts oben in der Ecke fliegt ein Adler, der die Raben verjagt. Auf dem Bild trägt Friedrich I. die Gesichtszüge Wilhelms I. und blickt auch in dessen Richtung.
Weiterhin auf der Südseite: Sturz der Irminsul durch Karl den Großen 772.
Gegenüber auf der Nordseite: Luther vor Karl V. auf dem Reichstag zu Worms 1521.
Auf der Westseite links vom großen Gemälde:
- Krönung Heinrichs II. und seiner Gemahlin Kunigunde durch Papst Benedikt VIII. im Jahr 1014
- Heinrich III. führt den abgesetzten Papst Gregor VI. gefangen über die Alpen. Mit im Zug geht Hildebrand, der spätere Papst Gregor VII.
- Heinrich IV. Eigentlich war an dieser Stelle eine Darstellung des Gangs nach Canossa geplant, die aber schließlich nur in einem der kleineren, einfarbigen Bilder ausgeführt wurde.

Auf der Westseite rechts vom großen Gemälde:
- Friedrich I. Barbarossa bittet Heinrich den Löwen um Unterstützung bei seinem fünften Italienzug (Kniefall von Chiavenna, 1176), Heinrich der Löwe weigert sich
- Friedrich I. Barbarossa in der Schlacht bei Iconium während des Dritten Kreuzzugs
- Friedrich II., auf diesem Bild hat sich Wislicenus, der ein Bewunderer Friedrichs II. war, auch selbst dargestellt

## Die Pfalz im 21. Jahrhundert
Die Kaiserpfalz gehört heute zu den herausragenden touristischen Attraktionen der Stadt Goslar und der gesamten Harzregion. Das Kaiserhaus kann täglich besichtigt werden, Führungen werden angeboten. Dazu wird das ältere Wohngemach zu Verwaltungs- und Ausstellungszwecken genutzt. Auch im Goslarer Museum (Stadtmuseum) findet man Ausstellungsstücke aus dem Pfalzbezirk, v. a. aus dem Stift St. Simon und Judas, z. B. den Krodoaltar und einige Chorfenster.
Seit 1992 gehört der Pfalzbezirk gemeinsam mit der Goslarer Altstadt sowie dem Goslarer Bergwerk Rammelsberg zum Weltkulturerbe der UNESCO. Im Pfalzgarten hinter dem Kaiserhaus steht seit 1975 die Plastik „Goslarer Krieger“ des Kaiserringträgers Henry Moore. An wärmeren Sommerabenden war die große Wiese rund um die beiden Statuen vor der Kaiserpfalz früher ein beliebter Treffpunkt für Menschen aller Art. Mittlerweile herrscht ein Alkohol- und Versammlungsverbot für das gesamte Gelände.
Regelmäßige Veranstaltungen in der Kaiserpfalz sind u. a. die Verleihung des Goslarer Kaiserrings, der Deutsche Verkehrsgerichtstag, die Kaiserpfalz Sommer Konzerte und das Mordsharz-Festival.
Zudem finden auch immer wieder Open-Air-Konzerte auf der großen Freifläche vor der Kaiserpfalz Goslar statt.